# HD 37232
HD 37232，又名BD+08 1016，SAO 112966、HR 1913，是一颗恒星，视星等为6.12，位于銀經196.2，銀緯-12.03，其B1900.0坐标为赤經5h 31m 51.1s，赤緯+8° -12.03′ 25″。